# Húsavík
Húsavík észak-izlandi város a Skjálfandi-öböl partján. Északkelet-Izland legfontosabb települése, festői kikötővel. A város egyik fő vonzereje, hogy a turisták számára hajós bálnaleseket szerveznek, melyek során bálnákat lehet fényképezni. Ennek legkedvezőbb időpontja júniustól augusztusig tart, de áprilistól októberig indítanak ilyen utakat.

## Történelem
Izlandon elsőként Garðar Svavarsson települt le, éppen itt, a mai Húsavík területén. Ő nevezte el a települést, ami szó szerint annyit jelent Házak öble. Az országot is elnevezte, mégpedig a Garðarshólmur (Garðar szigete) nevet adta neki.

## Gazdaság
A város lakói halászatból, halfeldolgozásból és turizmusból élnek.

## Turizmus

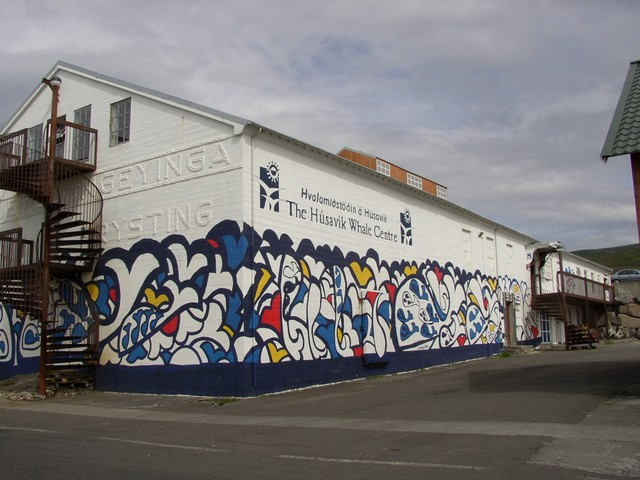
Bálnaközpont

A város kikötője önmagában egy látványosság, háttérben a szemközti part havas hegyeivel.
A kikötő közvetlen közelében található a Húsavík Whale Centre, ami a bálnákat és a bálnavadászatot bemutató múzeum. Több bálnafaj csontváza is megtekinthető itt.
Mindenképpen érdemes megnézni a város templomát (Húsavíkurkirkja), amit 1907-ben építettek.
Az Izlandi Péniszmúzeum szerepel a legfurcsább múzeumok listáján.